# خيماوية
الخيماوية (الاسم العلمي: Apieae) هي قبيلة من النباتات تتبع الفصيلة الخيمية من رتبة الخيميات.

## أجناس الخيماوية
- رجل العنزة